# Lars Volden
Lars Volden (* 26. Juli 1992 in Oslo) ist ein norwegischer Eishockeytorwart, der seit 2017 beim HC Dukla Jihlava  in der Extraliga unter Vertrag steht. 

## Karriere

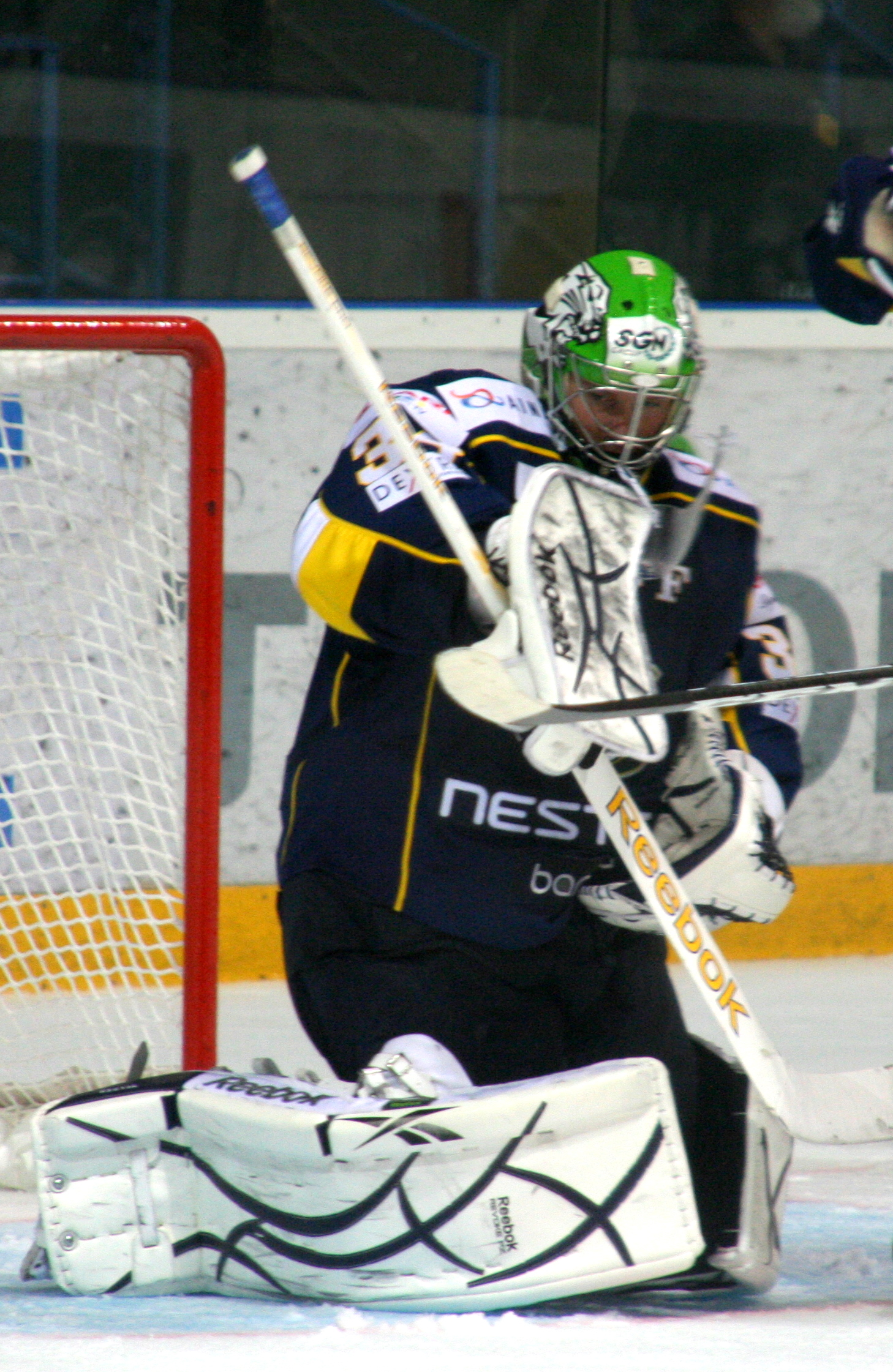
Lars Volden (2011)

Lars Volden begann seine Karriere als Eishockeyspieler in der Nachwuchsabteilung von Manglerud Star, in der er bis 2008 aktiv war. Anschließend wechselte der Torwart zu den Stavanger Oilers, für dessen zweite Mannschaft er von 2008 bis 2010 in der zweiten norwegischen Spielklasse, der 1. divisjon, auflief. In der Saison 2009/10 kam er zudem zu seinem Debüt für die Profimannschaft des Vereins in der GET-ligaen und wurde mit Stavanger auf Anhieb Norwegischer Meister. 
Im Sommer 2010 wechselte Volden in die Nachwuchsabteilung der Espoo Blues aus Finnland. Mit deren U20-Junioren wurde er in der Saison 2010/11 Vizemeister der höchsten nationalen Spielklasse in dieser Altersstufe. Beim NHL Entry Draft 2011 wurde er in der 6. Runde von den Boston Bruins an insgesamt 181. Position ausgewählt, blieb aber auch in der Folgezeit in Espoo. In der Saison 2011/12 stand der Norweger zudem erstmals für die Profimannschaft der Espoo Blues in der SM-liiga zwischen den Pfosten und blieb bis 2014 beim Verein. Dabei wurde er zeitweise auch in der Mestis bei Jokipojat eingesetzt.
Zwischen 2014 und Januar 2017 war er Torhüter des Rögle BK. Gleich in seiner ersten Spielzeit dort stieg er mit seinem Klub aus der HockeyAllsvenskan in die Svenska Hockeyligan auf.

### International
Mit Norwegen nahm Volden im Juniorenbereich an der U18-Junioren-Weltmeisterschaft der Top-Division 2009 und der U18-Junioren-Weltmeisterschaft der Division I 2010, als er zum besten Torhüter des Turniers gewählt wurde, sowie der U20-Junioren-Weltmeisterschaft der Division I 2010, als er die beste Fangquote und den geringsten Gegentorschnitt des Turniers aufwies und auch zum besten Spieler seiner Mannschaft gewählt wurde, und der U20-Junioren-Weltmeisterschaft der Top-Division 2011 teil.
Er stand im Kader der norwegische Herren-Auswahl bei den Weltmeisterschaften der Top-Division 2012, 2013, 2014, als er aber nicht zum Einsatz kam, und 2015. Zudem vertrat er seine Farben bei den Olympischen Winterspielen 2014 in Sotschi.

## Erfolge und Auszeichnungen
- 2010 Norwegischer Meister mit den Stavanger Oilers
- 2015 Aufstieg in die Svenska Hockeyligan mit dem Rögle BK

### International
- 2010 Aufstieg in die Top-Division bei der U18-Junioren-Weltmeisterschaft der Division I, Gruppe A
- 2010 Bester Torwart der U18-Junioren-Weltmeisterschaft der Division I, Gruppe A
- 2010 Aufstieg in die Top-Division bei der U20-Junioren-Weltmeisterschaft der Division I, Gruppe B
- 2010 Niedrigster Gegentorschnitt der U20-Junioren-Weltmeisterschaft der Division I, Gruppe B
- 2010 Beste Fangquote der U20-Junioren-Weltmeisterschaft der Division I, Gruppe B